# Јеванђеље по Варнави
Варнавино јеванђеље (такозвано) је псеудоапокрифно дело, приписано апостолу из реда седамдесеторице (мањих апостола) Варнави, чије писање датирано у 16. век и за које истраживачи сматрају да је фалсификат, извесно једног муслимана иако не фундаменталисте јер у неким сегментима се дело разилази са учењем Курана. То је дело које наговештава да је живот Исуса Христа, описао његов ученик Варнава. Скоро сви мухамедански апологети сматрају га јединим правим јеванђељем, док немухамеданци углавном одбацују истинитост Варнавиног јеванђеља и сматрају га фалсификатом који датира најраније из средњег века.

## Најстарији познати примерци
Дуго време у јавности је био познат само један примерак, на италијанском језику, који се данас налази у Бечу, у националној библиотеци Аустрије. Поред тог једног италијанског рукописа позната су још два шпанска рукописа из 18. века, од којих се један сматрао изгубљеним, али је пронађен у Сиднеју, Аустралија, где се данас налази. Осим италијансе и две шпанске верзије никада није нађен неки грчки, латински или јеврејски примерак, а такође нема ниједног историјског доказа да је такво јеванђеље постојало и пре 16. века.
Почетком 20. века хришћани су били сукобљени у исламском свету са причама о Варнавином јеванђељу, од којег су били познати јавношћу поједини делови издвојени из контекста. Због тога су двоје сарадника Англиканске цркве, Lonsdale и Laura Ragg, били одлучили да направе једну комплетну едицију целог јеванђеља на енглеском језику. Године 1907. изашла је прва двојезична едиција на енглеском и италијанском, а године 1908. иста едиција је већ била преведена на арапски; после тога Варнавино јеванђеље служи у исламу као веома важно средство у агитацији против хришћанства.

## Ислам и јеванђеље по Варнави
Писац јеванђеља за себе тврди да је једини савремени сведок живота Исуса Христа и тражи право да каже истину о хришћанству. Истовремено не признаје главне темеље хришћанске вере, које и ислам одбацује: јеванђеље по Варнави као прво одриче да је Христос син Божији. Исто не признаје Христово распеће, смрт на крсту и васкрсење. Ово се јеванђеље узима као изворно хришћанско и за главно сведочанство против, како Мухамеданци тврде, поквареног и фалсификованог Павловог хришћанства, док истовремено потврђује извештаје Курана.
Да право хришћанско откривење не стоји супротно исламу, него да са овим хармонира, јесте мухамеданска догматика, која се са мухамеданског гледишта доказује Варнавином јеванђељу.

## Јеврејски, хришћански и мухамедански елементи
Варнавино јеванђеље, које садржава јеврејске, хришћанске и мухамеданске елементе, говори о животу Исуса Христа, о Христовом рођењу па све до Христове смрти, даље о Христовим чудесима, његовом учењу, тајној вечери, издаји, суђењу и распећу, са којим се даје једнако мухамеданско тумачење: не Исус, него Јуда Искариотски је умро на крсту. Ова теорија размене казује да је Јуда био ухваћен уместо Христа и наместо њега убијен на крсту, што дан данас јесте најчешћи став мухамеданске теологије када је реч о Христовом распећу.
Једини извештај о Христовом распећу у самом Курану, у сури 4,157-158, говори у тамном приказивању о том дешавању, и ту би се могло тумачити да није Христос већ неко други био распет на крст. Са додатком да је тај заменик био Јуда Искариотски, Варнавино јеванђеље de facto потврђује Куран.

## Докази против аутентичности
Скоро за сваког немухамеданца, који Варнавино јеванђеље не би бранио из некакве страначности према исламу, постоје тешки разлози који говоре против аутентичности истог јеванђеља, пошто све указује да је Варнавино јеванђеље написано између 14. и 16. века. Много је теже наћи одговор на питање намере зашто је написано Варнавино јеванђеље.
Немухамеданци полазе од тога да је један бивши хришћанин, који је прешао у ислам, био писац поменутог јеванђеља, јер је писац морао да буде упознат и са хришћанством и са исламом. Можда из освете према хришћанству због прогонства шпанске инквизације у 16/17. веку, те се Шпанија сматра за порекло Варнавиног јеванђеља.
Мухамедански покушаји да повежу Варнавино јеванђеље са ранијим поменима једног јеванђеља по Варнави нису успели. Гледало се исто да се нађу докази у апокрифном Варнавином писму, ово међутим садржава 21 главу, док Варнавино јеванђеље има свега 222 главе.
Мухамеданци даље показују на Варнавине акте, ово је међутим једно псеудо-епиграфско дело из 5. века и на грчком језику.
Decretum Gelasianum de libris recipiendis et non recipiendis из 4./5. века говори о једном јеванђељу по Варнави, али од овога се није ништа сачувало, те је чиста спекулација да ли садашње јеванђеље има нешто заједно са оним из 4./5. века.
У списку 60 канонских књига из 7. до 8. века именује се такође једно Варнавино јеванђеље, али о овом даље није ништа познато. 
Шта више од тога, сви ранохришћански документи исто као и древна црквена историја не дају никакав упут заједности са садашњим познатим јеванђељу по Варнави.

## Углавном исламска идеологија
Садашње Варнавино јеванђеље држи исламску интерпретацију, које - мада осим Мухамеда нигде не помиње ислам - јако подсећа на Куран и мухамеданско предање. Пошто је ислам настао у 7. веку, јеванђеље псеудо-Варнаве дакле и не може да потиче из ранохришћанског времена. Писац није могао да живи у Палестини, јер се многи извештаји не слажу са историјом и географијом Палестине. Уз све ово не постоји ниједан извор пре 18. века који би говорио о садржини Варнавиног јеванђеља. Али и преко овога може из више разлога да се претпостави да је Варнавино јеванђеље написано између 14. и 16. века.

## Разлози против датирања у 1. век н. е.
- Варнавино јеванђеље као прво држи до тога да су „лажљиви“ фарисеји покварили Стари завет, независно што су фарисеји настали тек између 135 до 104. п. н. е. и што је Стари завет добио своју коначну данашњу форму најкасније у 5. или 4. веку п. н. е. (изузев књиге Макајева).[3]
- Адам, Аврам, Исмаил, Мојсије, Давид и други пророци, као и сам „Исус син Марије“, помињу се као посланици Божији: ово одговара исламу, али никако хришћанству које прави јаке разлике између Христа, Адама или Аврама, и које не именује све њих као Божије посланике. Такође и помена Исмаила уместо Исака, оца Јакова, показује на мухамедански утицај. Исмаил је по Мухамеданцима праотац Арапа. Адам чак рецитира једну мухамеданску молитву коју наравно у почетку раног хришћанства није могао нико да познаје. Предказање о рођењу Христовом даје се Исмаилу, не Исаку, и Исмаил је тај, не Исак, који је требало да буде од оца Аврама жртвован на гори Морији. Ово је мухамеданско тумачење, не хришћанско ни јеврејско.
- Марија и Јосиф добијају заповест Божију да малог Исуса не хране вином, јаким пићем и нечистим месом, знаци свињског меса; забрана не само свињског меса већ и вина као алкохола уопште јесте исламска заповест, не хришћанска, Јевреји знају једино за забрану свињског меса.
- Исус био је послан само Јеврејима, то одговара мухамеданској теологији која сматра да је сваки пророк послан само к своме народу. Једино Мухамед је послан целом човечанству, Мухамед је дакле једини пророк свих људи.
- Како Христос по Варнавином јеванђељу у старости од 30 година добија Божије откривење, он се у току своје молитве у поподне обасјаја сјајним светлом и окружен је анђелима, док му арханђел Гаврило даје књигу која улази у Исусово срце. Мухамеданско је тумачење да анђео Гаврило говори и Божије откривење даје и Мухамеду као књигу која улази у њега.

## Мухамед већи од Исуса
- Христос назива Мухамеда већег од њега, коме он, Христос, није достојан да одреши ремена на обући Мухамедову. Овде Христос преузима улогу Јована Крститеља у Новом завету.
- Христос помиње долазак Мухамеда и већ познаје његово име. Христос се моли да Бог пошаље Мухамеда да спаси свет. Нико после Христовог вазнесења није знао да ће шест века касније наићи Мухамед са полагањем права да је он послат од Бога и да проповеда праву истину.
- Распеће Јуде Искариотског уместо Христа не одговара јеванђељима: овде се уноси једно мухамеданско тумачење, по коме је заправо Јуда био распет и умро а не Христос, које се у Курану може изнети из суре 4, 157-158.[3]

Варнавино јеванђеље држи до тога да је апостол Павле отпао од првих хришћанских догма. Тако се псеудо-Варнава жали да је од Павла био наговорен да прихвати Христово цинство Божије. Апостол Павле испада као искваритељ првобитног хришћанства, гледиште које се од исламских апологета стално из новога понавља.

## Супротности према Курану
Треба навести и да Варнавино јеванђеље садржава и понеке поруке које стоје супротно јеванђељима и Курану.
Варнавино јеванђеље ипак не мимоиде да помени Исуса као chrissto, италијански за Христос, пошто је то јеванђеље писано само на италијанским и шпанским језику. Писац као да није знао да је chrissto само италијански за грчки Христос, јеврејски Месија (Машиах), помазаник.

## Истинитост Варнавиног јеванђеља
Варнавино јеванђеље помиње да је првобитно јеванђеље било покварено и фалсификовано. Како је прави апостол Варнава заиста живео за време Христа, у његово време Нови завет још није био завршен. Тиме би Варнавино јеванђеље предсказало саму своју судбину. Уз то, аутор прави географске и историјске грешке када описује Палестину, тако да је видљиво да он у ствари никада није био у Палестини, нити је тамо живео: 
- У Варнавином јеванђељу Назарет је место на Галилејском језеру. Назарет се стварно налази на једном брдашцу у унутрашњости Галилеје.
- Христос по Варнавином јеванђељу иде са језера Галилејскога према Капернауму, који се наводно налази негде на некој гори, док Капернаум беше директно на Галилејском језеру.
- Варнавино јеванђеље говори како је Исус лађом путовао до Јерусалима. Јерусалим се налази на гори у унутрашњости Јудеје и дакле, лађом или бродом је недоступан.
- Нинива, град на реци Тигру у Месопотамији (Ираку) по Варнавином јеванђељу налази се на обали Средоземног мора.
- Време Христовог рођења, по Варнавином јеванђељу, у односу на време када се дешава Понтије Пилата, Ане или Кајафе, не одговарају историјским чињеницима.
- Варнавино јеванђеље говори о 600.000 римских војника у Палестини. Толико војника је у првом веку по Христу, било у целом Римском царству, никако само у Палестини. Ово подсећа на опасност западних сила, које прете праведном истоку, у том случају хришћанске алијансе против исламских држава северне Африке и Османлија.
- Варнавино јеванђеље говори о 17.000 фарисејаца у Мојсијево време, а фарисеји су настали у другом веку п. н. е.
- Варнавино јеванђеље описује у Палестини европско лето када све носи воће. У Палестини зими пада киша, жетва почиње најкасније у пролеће, лети је земља сува.

## Варнавино јеванђеље - једна Божанствена комедија?
Први издавачи италијанско-енглеске едиције Варнавиног јеванђеља Lonsdale и Laura Ragg показали су и на упадљиве паралеле између Варнавиног јеванђеља и делима једног од највећих италијанских песника, Дантеа (1265-1321), као нпр. La divina commedia (Божанствена комедија), а посебно у Дантеовом опису неба, пакла и раја. Тако је у Варнавином јеванђељу исти број девет односно заједно са рајом десет небеса и подела пакла на седам центрова као са Дантеовом поимању десет небеса.

## Писано најраније у 14. веку
Lonsdale и Laura Ragg су писање Варнавиног јеванђеља сматрали између 1300. до 1350, дакле у првој половини 14. века. Каснији истраживачи су проширили временску периоду писања чак у 16. век. 
За 14. век говори нпр. да је папа Бонифације VIII 1300. године одредио свету годину сваких 100 година. Пре 1300. света година се славила у Римској цркви сваких 50 година. Али већ 1343. следећи папа Клементије VI. враћа педесетогодишњицу и римокатоличку свету годину одређује за 1350. Варнавино јеванђеље али наводи једну свету годину сваких 100 година. Међутим, таква света година каква је била позната римокатолицима и као што описује Варнавино јеванђеље требало је да се празнује између 1300. до 1343. сваких 100 година. Већ 1389. папа Урбан VI је прослављење свете године смањио на сваких 33 година, а папа Павле II 1470 на 25 година, по којим се циклусу та света година и данас празнује у Римокатоличкој цркви.

## Вулгата у Варнавином јеванђељу и друге необичности
- Варнавино јеванђеље цитира неколико стихова по латинском преводу Св. Писма - Вулгате, која је настала тек крајем 4. века и вековима је била званични римокатолички текст Свето Писма.
- Варнавино јеванђеље пише како је Христос заједно са ученицима постио држао оних 40 дана, овде се мисли на пост пред Васкрс. Васкрсни пост је уведен коначно у 4. веку и треба да подсећа на муке и смрт Христа Исуса, што пре Христове смрти наравно није било могуће.
- Варнавино јеванђеље помиње златник у 60 minuti. Такав новац употребљавао се, и то само кратковремено, једино у Шпанији средњег века; аргумент који говори да је порекло Варнавиног јеванђеља у Шпанији.
- По Варнавином јеванђељу вино се држи у дрвеним буретама, на Блиском истоку вино се држало у кожне мехове.
- Заједно са Кураном и Варнавино јеванђеље помиње важност давање сиромашнима, пост, ходочашће, па молитва пет пута на дан што држи наводно и сам Христос.
- По Варнавином јеванђељу као забрањено воће дрвета познања добра и зла у рају помиње се јабука; у Старом завету недефинирано, исто се први пут помиње у средњем веку.

На ове као и на и друге ствари основано је немухамеданско одбијање садашњег Варнавиног јеванђеља као документом ране црквене историје. Супротно овоме и дан данас покушавају мухамедански теолози да потврде истинитост Варнавиног јеванђеља као једино право јеванђеље, док остала четири јевандјеља сматрају само фалсификатом Новога завета.